# Kendang Dukuh
Kendang Dukuh is een bestuurslaag in het regentschap Pasuruan van de provincie Oost-Java, Indonesië. Kendang Dukuh telt 2428 inwoners (volkstelling 2010).